# Rangos militares de Manchukuo
La siguiente base de datos es una tabla que muestra los rangos militares e insignias utilizadas por el Ejército Imperial de Manchukuo, la Armada Imperial de Manchukuo y la Fuerza Aérea Imperial de Manchukuo durante su existencia, desde su fundación en 1932 hasta la invasión soviética en 1945. Inicialmente, las fuerzas armadas de Manchukuo utilizaron el mismo sistema de rango exacto e insignias como el Ejército Imperial Japonés, pero en 1937 se les dio sus propias pestañas de cuello únicas para representar filas. La principal diferencia fue que el color cambió del rojo utilizado por el EIJ al marrón. También se usaron insignias de collar, coloreadas por rama de servicio. Era negro para la policía militar, rojo para la infantería, verde para la caballería, amarillo para la artillería, marrón para los ingenieros y azul para el cuerpo de transporte.

## Rangos de oficiales
| Manchukuo |                            |                            |              |              |                       |                       |                    |                    | Sin equivalencia | Sin equivalencia |              |              |                       |                       |                     |                     |              |              |                       |                       |                       |                       |                      |                      |
| Manchukuo | General de Ejército 總司令 | General de Ejército 總司令 | General 上將 | General 上將 | Teniente General 中將 | Teniente General 中將 | Mayor General 少將 | Mayor General 少將 | Sin equivalencia | Sin equivalencia | Coronel 上校 | Coronel 上校 | Teniente Coronel 中校 | Teniente Coronel 中校 | Mayor 少校          | Mayor 少校          | Capitán 上尉 | Capitán 上尉 | Teniente Primero 中尉 | Teniente Primero 中尉 | Teniente Segundo 少尉 | Teniente Segundo 少尉 | Suboficial 准尉      | Suboficial 准尉      |
| Manchukuo | Sin equivalencia           | Sin equivalencia           |              |              |                       |                       |                    |                    | Sin equivalencia | Sin equivalencia |              |              |                       |                       |                     |                     |              |              |                       |                       |                       |                       |                      |                      |
| Manchukuo | Sin equivalencia           | Sin equivalencia           | Almirante    | Almirante    | Vicealmirante         | Vicealmirante         | Contraalmirante    | Contraalmirante    | Sin equivalencia | Sin equivalencia | Capitán      | Capitán      | Comandante            | Comandante            | Teniente Comandante | Teniente Comandante | Teniente     | Teniente     | Subteniente           | Subteniente           | Subteniente           | Subteniente interino  | Subteniente interino | Subteniente interino |

## Rangos de suboficiales
| Manchukuo | Sin equivalencia | Sin equivalencia | Sin equivalencia | Sin equivalencia | Sin equivalencia | Sin equivalencia | Sin equivalencia | Sin equivalencia | Sin equivalencia | Sin equivalencia |                |          |      |                 |                    |         |
| Manchukuo | Sin equivalencia | Sin equivalencia | Sin equivalencia | Sin equivalencia | Sin equivalencia | Sin equivalencia | Sin equivalencia | Sin equivalencia | Sin equivalencia | Sin equivalencia | Sargento Mayor | Sargento | Cabo | Soldado Primero | Soldado de primera | Soldado |
| Manchukuo | Sin equivalencia | Sin equivalencia | Sin equivalencia | Sin equivalencia | Sin equivalencia | Sin equivalencia | Sin equivalencia | Sin equivalencia | Sin equivalencia | Sin equivalencia |                |          |      |                 |                    |         |
| Manchukuo | Sin equivalencia | Sin equivalencia | Sin equivalencia | Sin equivalencia | Sin equivalencia | Sin equivalencia | Sin equivalencia | Sin equivalencia | Sin equivalencia | Sin equivalencia |                |          |      |                 |                    |         |